# 菲洛尼夫卡 (邵爾斯區)
51°42′5″N 32°4′0″E / 51.70139°N 32.06667°E
菲洛尼夫卡（烏克蘭語：Філонівка），是烏克蘭北部的村莊，隸屬切爾尼希夫州的科留基夫卡區。該村始建於1939年，面積0.35平方公里，海拔高度136米，2001年人口24，人口密度每平方公里69.2人。